# Dzjurynskyj
Dzjurynskyj (ukrainsk: Джуринський) eller Tjervonohorodskyj (ukrainsk: Червоногородський водоспад) er et vandfald, der ligger på Dzjúryn-floden i landsbyen Nyrkiv, Tjortkiv rajon, Ternopil oblast i det vestlige Ukraine. Vandfaldet er 16 meter højt og 20 meter bredt.
Det er det kraftigste vandfald i Ukraine. Dzjurynskyjkløften, som er hjemsted for Dzjurynskyj-vandfaldet, er et lokalt naturligt vartegn, og en del af Dnestr Canyon Nationalpark.